# Sedgewick (Alberta)
Sedgewick es un pueblo canadiense situado en la provincia de Alberta.

## Superficie
Sedgewick tiene una superficie de 2,71 km².

## Demografía
En 2021, tenía 761 habitantes, una densidad poblacional de 280,7 hab./km², y 421 viviendas.